# Grad-P

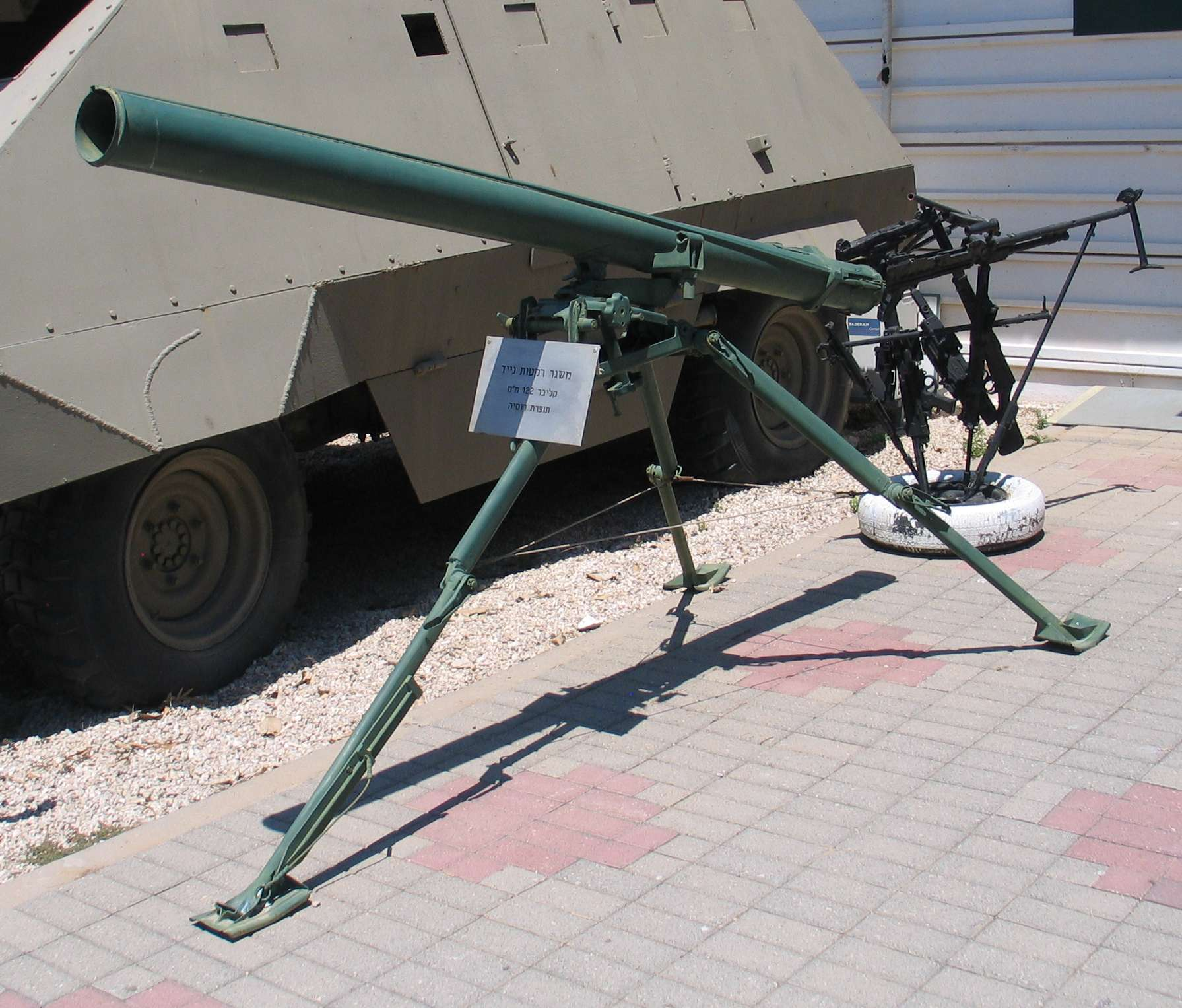
Wyrzutnia 9P132 Grad-P

Grad-P (kod GRAU 9P132) – produkowana od 1965 roku jednoprowadnicowa wyrzutnia pocisków rakietowych kalibru 122,4 mm. Początkowo przeznaczona dla Vietcongu, później także dla innych odbiorców.
Grad-P składał się z pojedynczej, rurowej prowadnicy o długości ok. 2 m osadzonej na trójnożnej podstawie. Kąt podniesienia wyrzutnio był regulowany. Kompletna wyrzutnia waży ok. 35 kg. Z wyrzutni były odpalane pociski 9M22M o masie 46 kg i donośności 11 km.